# José Celestino Mutis
José Celestino Mutis (Cadice, 6 aprile 1732 – Bogotà, 11 settembre 1808) è stato un presbitero, botanico, matematico e linguista spagnolo.
Il genere Mutisia (Asteraceae) è intitolato al suo nome.